# Bulbophyllum cycloglossum
Bulbophyllum cycloglossum är en orkidéart som beskrevs av Rudolf Schlechter. Bulbophyllum cycloglossum ingår i släktet Bulbophyllum och familjen orkidéer. Inga underarter finns listade i Catalogue of Life.